# 2012 CP8
2012 CP8 est un astéroïde de la ceinture principale  dont la première observation a été faite le 3 février 2012 par le relevé Pan-STARRS. Il a fait l'objet de 64 observations par Pan-STARRS et le Mt. Lemmon Survey, la dernière datant du 15 octobre 2023.

## Données orbitales
L’astéroïde 2012 CP8 suit une orbite ayant un périhélie de 1,91 ua et un aphélie de 3,29 ua. 
Sa période de révolution autour du Soleil est de 4,21 ans. 
L'orbite présente une inclinaison de 3,59° par rapport au plan de l'écliptique, et son excentricité est de 0,263 987 8.

## Caractéristiques physiques
Sa magnitude absolue est de 18,9.